# Харламов, Сергей Васильевич
Сергей Васильевич Харламов (07.08.1925 — 26.12.1992) — советский военнослужащий, телефонист 29-го гвардейского стрелкового полка 12-й гвардейской стрелковой дивизии 61-й армии Центрального фронта, гвардии ефрейтор, Герой Советского Союза (1944).

## Биография
Родился 7 августа 1925 года в деревне Каблучки Зарайского уезда Рязанской губернии (ныне — Озёрский район Московской области). Член КПСС с 1966 года. Окончил семь классов неполной средней школы. Работал в колхозе.
В январе 1943 года призван в ряды Красной Армии. Окончил школу связистов. В боях Великой Отечественной войны с марта 1943 года. Воевал на Центральном фронте.
В ночь на 29 сентября 1943 года телефонист 29-го гвардейского стрелкового полка гвардии ефрейтор С. В. Xарламов в числе первых переправился через Днепр в районе деревни Глушец Лоевского района Гомельской области и, проложив кабельную линию, поддерживал связь с командиром батальона. За шесть дней боёв на плацдарме ликвидировал 120 повреждений телефонной связи, участвовал в отражении семи контратак противника.
Указом Президиума Верховного Совета СССР «О присвоении звания Героя Советского Союза генералам, офицерскому, сержантскому и рядовому составу Красной Армии» от 15 января 1944 года за «образцовое выполнение боевых заданий командования по форсированию реки Днепр и проявленные при этом мужество и героизм» гвардии ефрейтору Харламову Сергею Васильевичу присвоено звание Героя Советского Союза с вручением ордена Ленина и медали «Золотая Звезда».
После окончания Великой Отечественной войны продолжил службу в армии. В 1946 году окончил Московское миномётно-артиллерийское училище. С 1954 года старший лейтенант С. В. Xарламов — в запасе. Работал трактористом в совхозе «Озёры» Озёрского района Московской области. Скончался 26 декабря 1992 года. Похоронен в Озёрах на городском кладбище.
Награждён двумя орденами Ленина, орденами Октябрьской Революции, Отечественной войны 1-й степени, Трудового Красного Знамени, медалями.